# 24 Horas de Le Mans de 1999
As 24 Horas de Le Mans de 1999 foi o 67º grande prêmio automobilístico das 24 Horas de Le Mans, tendo acontecido nos dias 12 e 13 de junho 1999 em Le Mans, França no autódromo francês, Circuit de la Sarthe.

## Equipes
O ano de 1999 ficou marcado por uma grande impulso das equipes. Porém,a montadora alemã Porsche, vencedora geral das 24 Horas de Le Mans de 1998, e pela classe GT1, não chegou a enviar carros para a competição. Com o novo regulamento para 1999, a Toyota reteve três de seus Toyota GT-One realizando modificações nos veículos, movendo-os da classe GT1 para a classe LMGTP. 
A Mercedes-Benz não manteve a CLK-LM (variante da CLK-GTR que correu no FIA GT, em 1997), mas lançou um novo protótipo LMGTP denominado Mercedes CLR . Nissan e Panoz anunciaram apenas protótipos para a classe LMP .  A equipe BMW continuou disputando corridas com carros LMP, tendo modificado os seus protótipos V12 LM e renomeando-os para V12 LMR .
Recém chegada, a equipe Audi anunciou o lançamento de dois protótipos: na classe LMGTP, foram denominados de Audi R8C e para classe LMP, Audi R8R .

## Resultados Finais

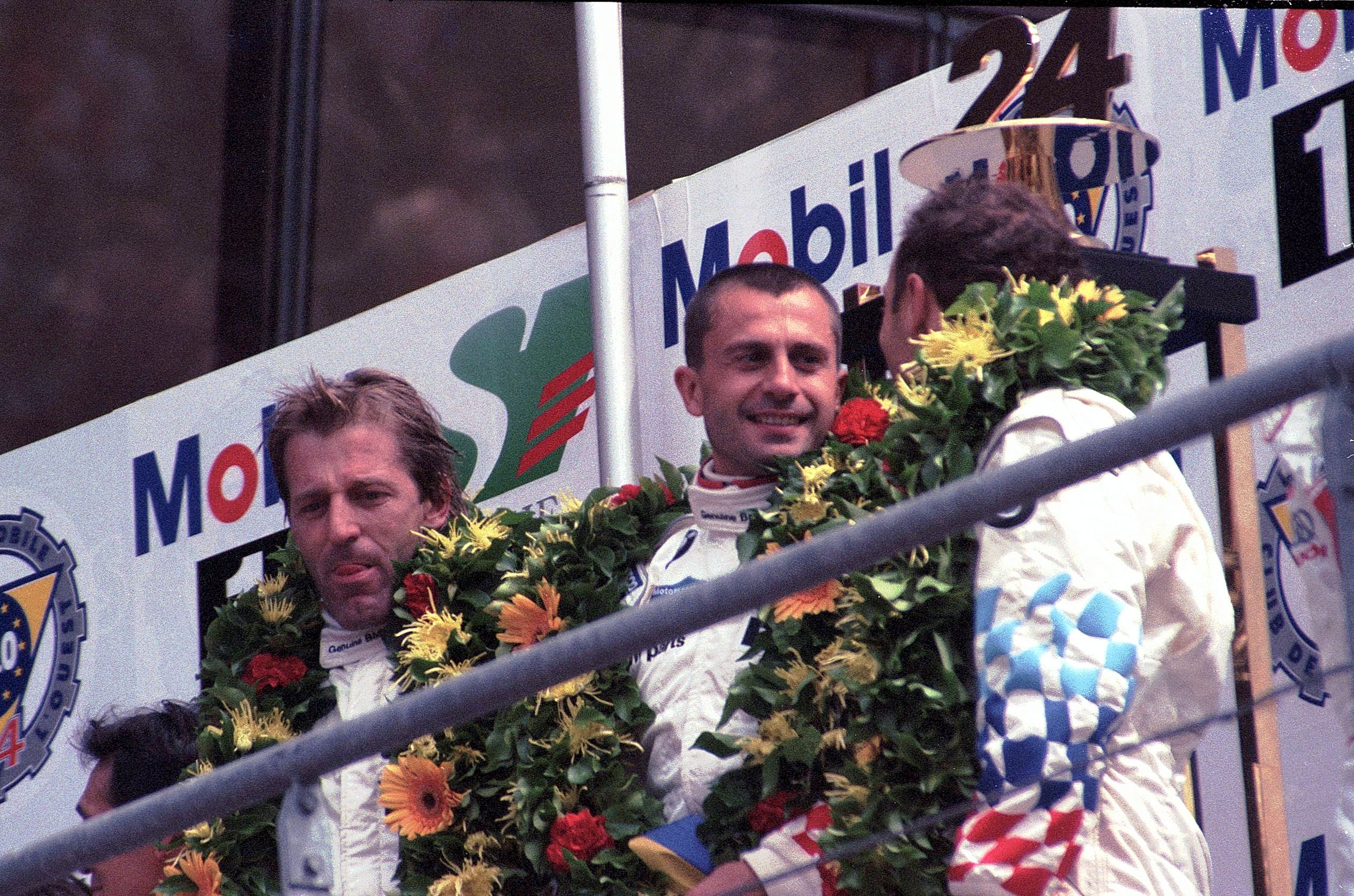
Pódio dos vencedores da edição de 1999, da esquerda para a direita: Joachim Winkelhock, Yannick Dalmas e Pierluigi Martini.

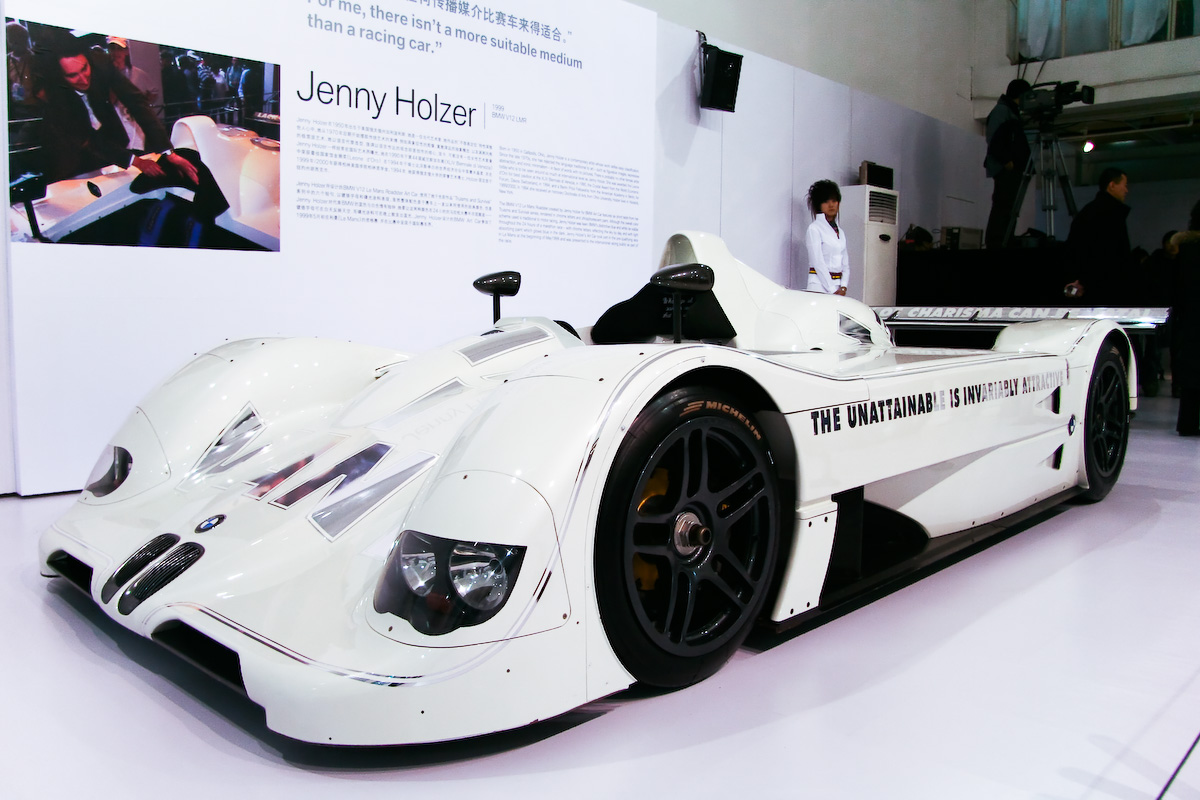
1. 15 BMW V12 LMR, vencedor da edição de 1999.

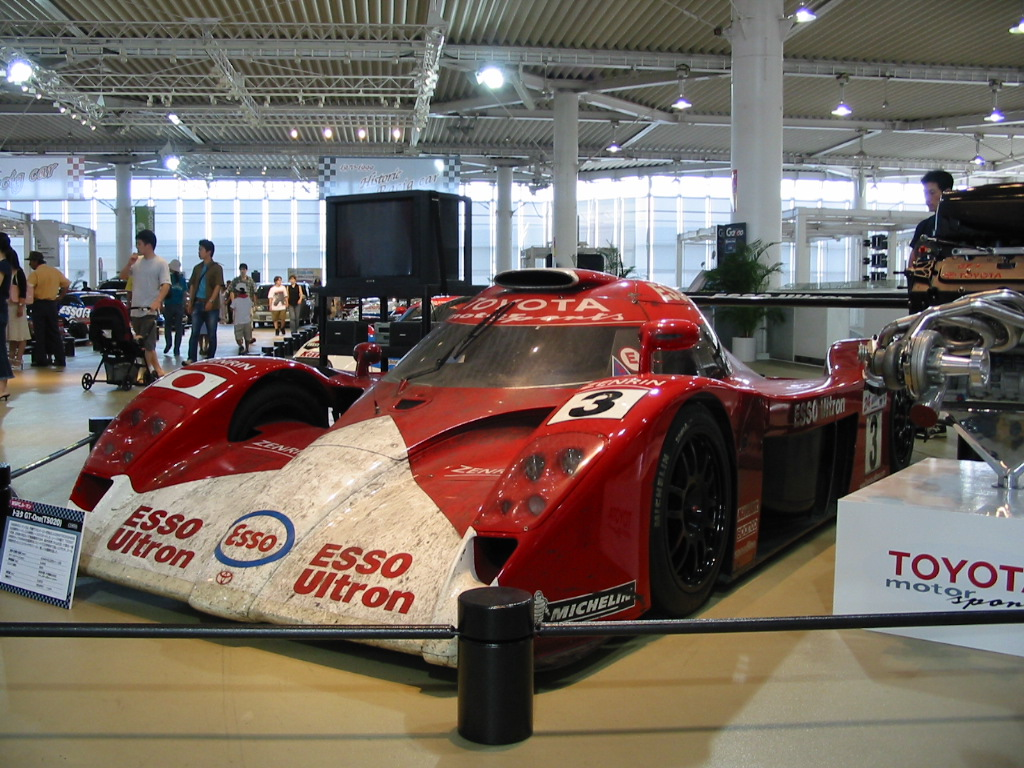
1. 3 Toyota GT-One, um dos mais cotados ao triunfo em Le Mans.

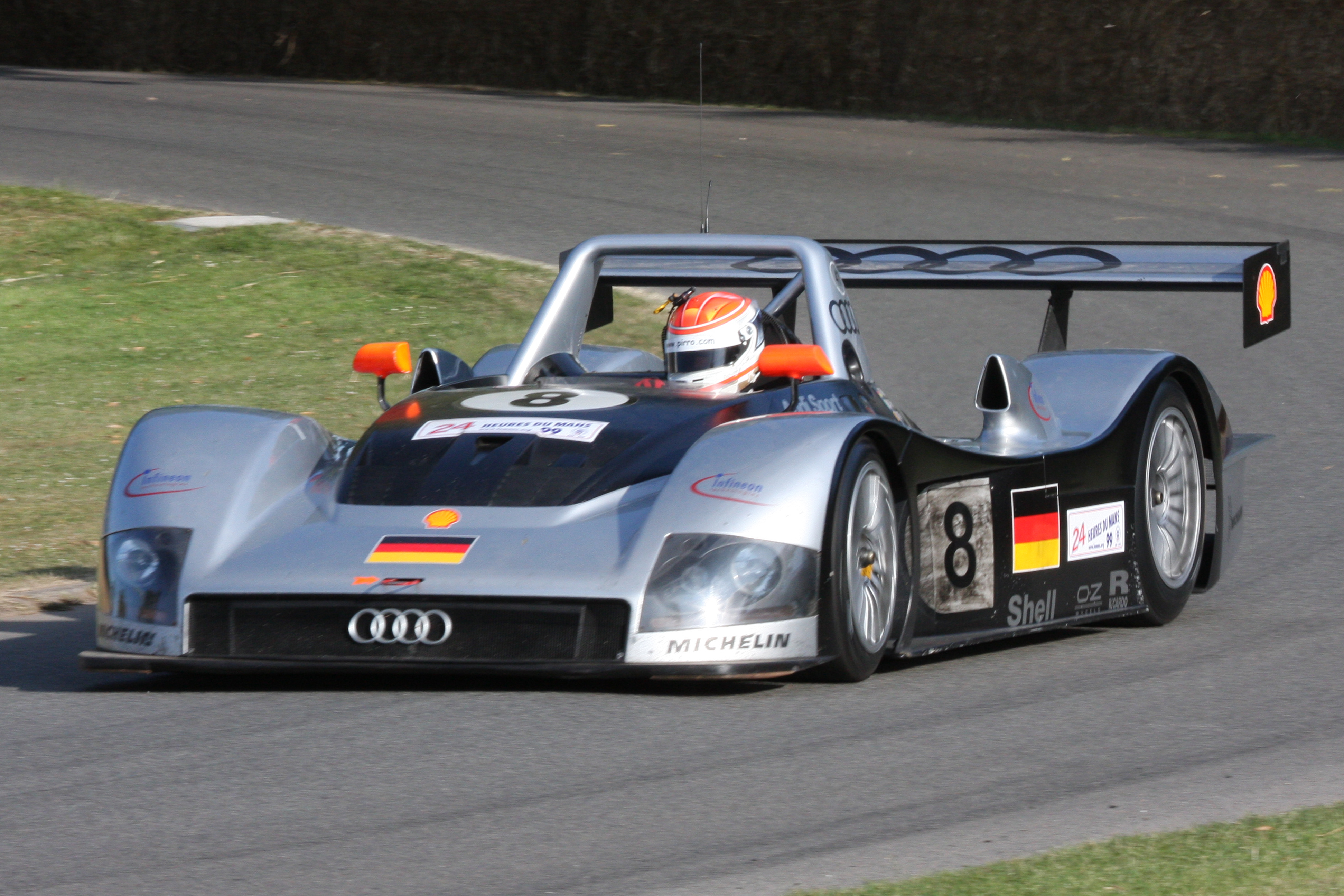
1. 8 Audi R8R, terceira colocação geral na corrida, marcando o início da campanha de sucessos da montadora, que viria nos anos seguintes.

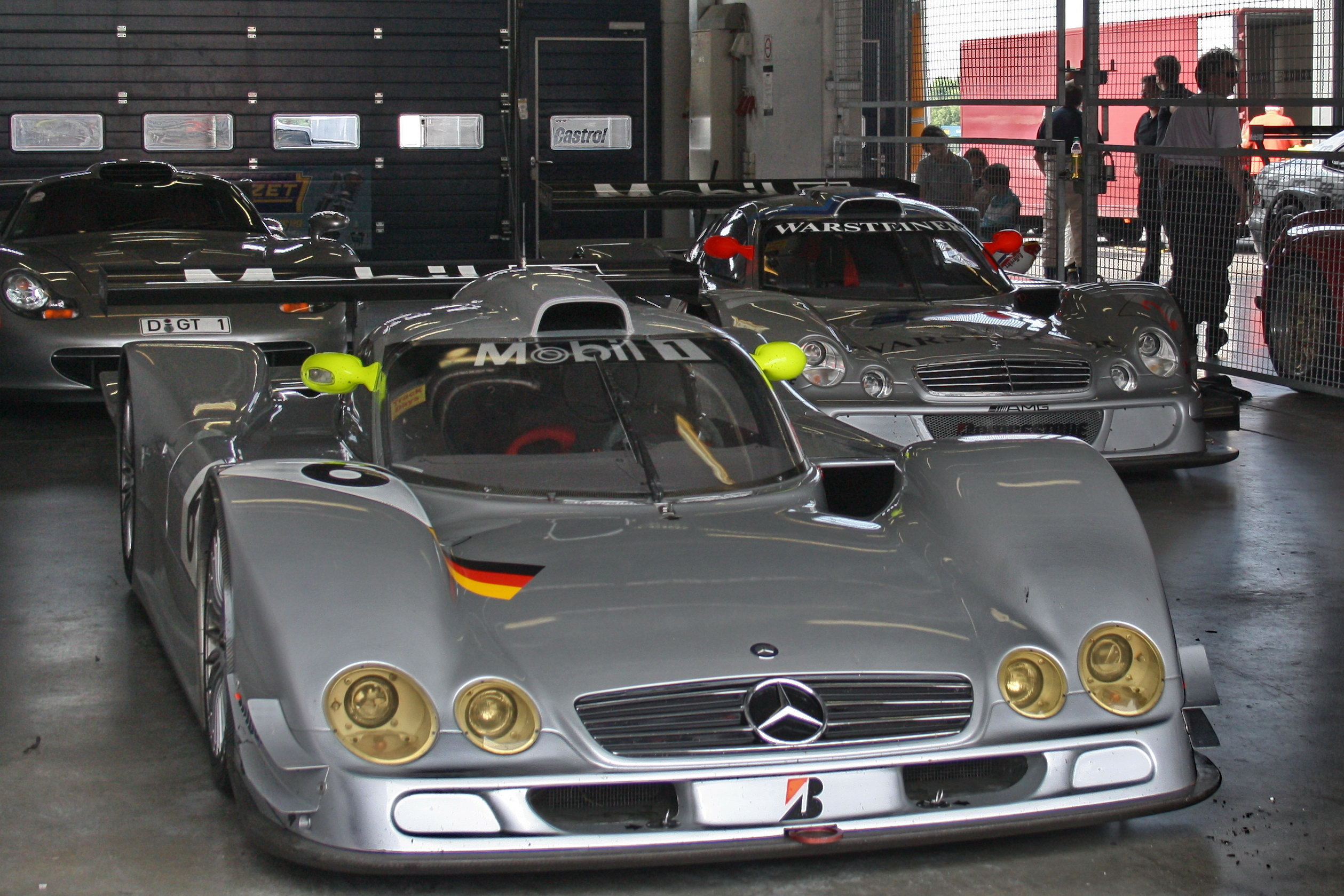
1. 6 Mercedes CLR, competia pela liderança geral nas primeiras horas mas retirou-se da corrida após o espetacular acidente do carro #5 da mesma equipe.

Os vencedores da classe estão marcados em negrito. Os carros que terminam a corrida mas não completam 75 por cento da distância do vencedor são listados como não classificados (NC). 
| Posição | Classe | N° | Equipe                                        | Pilotos                                                      | Chassis                      | Pneu | Voltas |
| Posição | Classe | N° | Equipe                                        | Pilotos                                                      | Motor                        | Pneu | Voltas |
| ------- | ------ | -- | --------------------------------------------- | ------------------------------------------------------------ | ---------------------------- | ---- | ------ |
| 1       | LMP    | 15 | Team BMW Motorsport                           | Joachim Winkelhock Pierluigi Martini Yannick Dalmas          | BMW V12 LMR                  | M    | 365    |
| 1       | LMP    | 15 | Team BMW Motorsport                           | Joachim Winkelhock Pierluigi Martini Yannick Dalmas          | BMW S70 6.0L V12             | M    | 365    |
| 2       | LMGTP  | 3  | Toyota Motorsport Toyota Team Europe          | Ukyo Katayama Keiichi Tsuchiya Toshio Suzuki                 | Toyota GT-One                | M    | 364    |
| 2       | LMGTP  | 3  | Toyota Motorsport Toyota Team Europe          | Ukyo Katayama Keiichi Tsuchiya Toshio Suzuki                 | Toyota R36V 3.6L Turbo V8    | M    | 364    |
| 3       | LMP    | 8  | Audi Sport Team Joest                         | Frank Biela Didier Theys Emanuele Pirro                      | Audi R8R                     | M    | 360    |
| 3       | LMP    | 8  | Audi Sport Team Joest                         | Frank Biela Didier Theys Emanuele Pirro                      | Audi 3.6L Turbo V8           | M    | 360    |
| 4       | LMP    | 7  | Audi Sport Team Joest                         | Michele Alboreto Rinaldo Capello Laurent Aïello              | Audi R8R                     | M    | 346    |
| 4       | LMP    | 7  | Audi Sport Team Joest                         | Michele Alboreto Rinaldo Capello Laurent Aïello              | Audi 3.6L Turbo V8           | M    | 346    |
| 5       | LMP    | 18 | Price+Bscher                                  | Thomas Bscher Bill Auberlen Steve Soper                      | BMW V12 LM                   | Y    | 345    |
| 5       | LMP    | 18 | Price+Bscher                                  | Thomas Bscher Bill Auberlen Steve Soper                      | BMW S70 6.0L V12             | Y    | 345    |
| 6       | LMP    | 13 | Courage Compétition                           | Alex Caffi Andrea Montermini Domenico Schiattarella          | Courage C52                  | B    | 342    |
| 6       | LMP    | 13 | Courage Compétition                           | Alex Caffi Andrea Montermini Domenico Schiattarella          | Nissan VRH35L 3.5L Turbo V6  | B    | 342    |
| 7       | LMP    | 12 | Panoz Motorsports                             | David Brabham Éric Bernard Butch Leitzinger                  | Panoz LMP-1 Roadster-S       | M    | 336    |
| 7       | LMP    | 12 | Panoz Motorsports                             | David Brabham Éric Bernard Butch Leitzinger                  | Ford (Élan) 6.0L V8          | M    | 336    |
| 8       | LMP    | 21 | Nissan Motorsports                            | Didier Cottaz Marc Goossens Fredrik Ekblom                   | Courage C52                  | B    | 335    |
| 8       | LMP    | 21 | Nissan Motorsports                            | Didier Cottaz Marc Goossens Fredrik Ekblom                   | Nissan VRH35L 3.5L Turbo V6  | B    | 335    |
| 9       | LMP    | 14 | Pescarolo Promotion Racing Team               | Henri Pescarolo Michel Ferté Patrice Gay                     | Courage C50                  | P    | 327    |
| 9       | LMP    | 14 | Pescarolo Promotion Racing Team               | Henri Pescarolo Michel Ferté Patrice Gay                     | Porsche 3.0L Turbo Flat-6    | P    | 327    |
| 10      | GTS    | 51 | Viper Team Oreca                              | Olivier Beretta Karl Wendlinger Dominique Dupuy              | Chrysler Viper GTS-R         | M    | 325    |
| 10      | GTS    | 51 | Viper Team Oreca                              | Olivier Beretta Karl Wendlinger Dominique Dupuy              | Chrysler 8.0L V10            | M    | 325    |
| 11      | LMP    | 11 | Panoz Motorsports                             | Johnny O'Connell Jan Magnussen Max Angelelli                 | Panoz LMP-1 Roadster-S       | M    | 323    |
| 11      | LMP    | 11 | Panoz Motorsports                             | Johnny O'Connell Jan Magnussen Max Angelelli                 | Ford (Élan) 6.0L V8          | M    | 323    |
| 12      | GTS    | 52 | Viper Team Oreca                              | Tommy Archer Justin Bell Marc Duez                           | Chrysler Viper GTS-R         | M    | 318    |
| 12      | GTS    | 52 | Viper Team Oreca                              | Tommy Archer Justin Bell Marc Duez                           | Chrysler 8.0L V10            | M    | 318    |
| 13      | GT     | 81 | Manthey Racing GmbH                           | Uwe Alzen Patrick Huisman Luca Riccitelli                    | Porsche 911 GT3-R            | P    | 317    |
| 13      | GT     | 81 | Manthey Racing GmbH                           | Uwe Alzen Patrick Huisman Luca Riccitelli                    | Porsche 3.6L Flat-6          | P    | 317    |
| 14      | GTS    | 56 | Chamberlain Engineering                       | Ni Amorim Hans Hugenholtz Toni Seiler                        | Chrysler Viper GTS-R         | M    | 314    |
| 14      | GTS    | 56 | Chamberlain Engineering                       | Ni Amorim Hans Hugenholtz Toni Seiler                        | Chrysler 8.0L V10            | M    | 314    |
| 15      | GTS    | 50 | CICA Team Oreca                               | Manuel Mello-Breyner Pedro Mello-Breyner Tomaz Mello-Breyner | Chrysler Viper GTS-R         | M    | 312    |
| 15      | GTS    | 50 | CICA Team Oreca                               | Manuel Mello-Breyner Pedro Mello-Breyner Tomaz Mello-Breyner | Chrysler 8.0L V10            | M    | 312    |
| 16      | GTS    | 55 | Paul Belmondo Racing                          | Emmanuel Clérico Jean-Claude Lagniez Guy Martinolle          | Chrysler Viper GTS-R         | D    | 309    |
| 16      | GTS    | 55 | Paul Belmondo Racing                          | Emmanuel Clérico Jean-Claude Lagniez Guy Martinolle          | Chrysler 8.0L V10            | D    | 309    |
| 17      | GTS    | 54 | Paul Belmondo Racing                          | Paul Belmondo Tiago Monteiro Marc Rostan                     | Chrysler Viper GTS-R         | D    | 299    |
| 17      | GTS    | 54 | Paul Belmondo Racing                          | Paul Belmondo Tiago Monteiro Marc Rostan                     | Chrysler 8.0L V10            | D    | 299    |
| 18      | GTS    | 64 | Konrad Motorsport                             | Franz Konrad Peter Kitchak Charles Slater                    | Porsche 911 GT2              | D    | 293    |
| 18      | GTS    | 64 | Konrad Motorsport                             | Franz Konrad Peter Kitchak Charles Slater                    | Porsche 3.8L Turbo Flat-6    | D    | 293    |
| 19      | GT     | 80 | Champion Racing                               | Dirk Müller Bob Wollek Bernd Mayländer                       | Porsche 911 GT3-R            | P    | 292    |
| 19      | GT     | 80 | Champion Racing                               | Dirk Müller Bob Wollek Bernd Mayländer                       | Porsche 3.6L Flat-6          | P    | 292    |
| 20      | GTS    | 62 | Roock Racing                                  | Claudia Hürtgen André Ahrle Vincent Vosse                    | Porsche 911 GT2              | Y    | 290    |
| 20      | GTS    | 62 | Roock Racing                                  | Claudia Hürtgen André Ahrle Vincent Vosse                    | Porsche 3.8L Turbo Flat-6    | Y    | 290    |
| 21      | GT     | 84 | Perspective Racing                            | Thierry Perrier Jean-Louis Ricci Michel Nourry               | Porsche 911 3.8 RSR          | P    | 288    |
| 21      | GT     | 84 | Perspective Racing                            | Thierry Perrier Jean-Louis Ricci Michel Nourry               | Porsche 3.8L Flat-6          | P    | 288    |
| 22      | GTS    | 57 | Chamberlain Engineering                       | Thomas Erdos Christian Vann Christian Gläsel                 | Chrysler Viper GTS-R         | M    | 270    |
| 22      | GTS    | 57 | Chamberlain Engineering                       | Thomas Erdos Christian Vann Christian Gläsel                 | Chrysler 8.0L V10            | M    | 270    |
| 23 NC   | GTS    | 65 | Chéreau Sports Larbre Compétition             | Jean-Luc Chéreau Patrice Gouselard Pierre Yver               | Porsche 911 GT2              | M    | 240    |
| 23 NC   | GTS    | 65 | Chéreau Sports Larbre Compétition             | Jean-Luc Chéreau Patrice Gouselard Pierre Yver               | Porsche 3.8L Turbo Flat-6    | M    | 240    |
| 24 DNF  | LMP    | 17 | Team BMW Motorsport                           | Tom Kristensen J.J. Lehto Jörg Müller                        | BMW V12 LMR                  | M    | 304    |
| 24 DNF  | LMP    | 17 | Team BMW Motorsport                           | Tom Kristensen J.J. Lehto Jörg Müller                        | BMW S70 6.0L V12             | M    | 304    |
| 25 DNF  | GTS    | 53 | Viper Team Oreca                              | David Donohue Jean-Philippe Belloc Soheil Ayari              | Chrysler Viper GTS-R         | M    | 271    |
| 25 DNF  | GTS    | 53 | Viper Team Oreca                              | David Donohue Jean-Philippe Belloc Soheil Ayari              | Chrysler 8.0L V10            | M    | 271    |
| 26 DNF  | GTS    | 63 | Roock Racing                                  | Hubert Haupt John Robinson Hugh Price                        | Porsche 911 GT2              | Y    | 232    |
| 26 DNF  | GTS    | 63 | Roock Racing                                  | Hubert Haupt John Robinson Hugh Price                        | Porsche 3.8L Turbo Flat-6    | Y    | 232    |
| 27 DNF  | LMP    | 19 | Team Goh David Price Racing                   | Hiro Matsushita Hiroki Katoh Akihiko Nakaya                  | BMW V12 LM                   | M    | 223    |
| 27 DNF  | LMP    | 19 | Team Goh David Price Racing                   | Hiro Matsushita Hiroki Katoh Akihiko Nakaya                  | BMW S70 6.0L V12             | M    | 223    |
| 28 DNF  | LMP    | 26 | Konrad Motorsport Talkline Racing for Holland | Jan Lammers Peter Kox Tom Coronel                            | Lola B98/10                  | D    | 213    |
| 28 DNF  | LMP    | 26 | Konrad Motorsport Talkline Racing for Holland | Jan Lammers Peter Kox Tom Coronel                            | Ford (Roush) 6.0L V8         | D    | 213    |
| 29 DNF  | LMGTP  | 10 | Audi Sport UK Ltd.                            | James Weaver Andy Wallace Perry McCarthy                     | Audi R8C                     | M    | 198    |
| 29 DNF  | LMGTP  | 10 | Audi Sport UK Ltd.                            | James Weaver Andy Wallace Perry McCarthy                     | Audi 3.6L Turbo V8           | M    | 198    |
| 30 DNF  | LMGTP  | 2  | Toyota Motorsports Toyota Team Europe         | Thierry Boutsen Ralf Kelleners Allan McNish                  | Toyota GT-One                | M    | 173    |
| 30 DNF  | LMGTP  | 2  | Toyota Motorsports Toyota Team Europe         | Thierry Boutsen Ralf Kelleners Allan McNish                  | Toyota R36V 3.6L Turbo V8    | M    | 173    |
| 31 DNF  | GTS    | 61 | Freisinger Motorsport                         | Ernst Palmberger Wolfgang Kaufmann Michel Ligonnet           | Porsche 911 GT2              | D    | 157    |
| 31 DNF  | GTS    | 61 | Freisinger Motorsport                         | Ernst Palmberger Wolfgang Kaufmann Michel Ligonnet           | Porsche 3.8L Turbo Flat-6    | D    | 157    |
| 32 DNF  | LMP    | 27 | Kremer Racing                                 | Tomas Saldaña Grant Orbell Didier de Radiguès                | Lola B98/10                  | G    | 46     |
| 32 DNF  | LMP    | 27 | Kremer Racing                                 | Tomas Saldaña Grant Orbell Didier de Radiguès                | Ford (Roush) 6.0L V8         | G    | 46     |
| 33 DNF  | GTS    | 67 | Larbre Compétition                            | Jean-Pierre Jarier Sébastien Bourdais Pierre de Thoisy       | Porsche 911 GT2              | M    | 134    |
| 33 DNF  | GTS    | 67 | Larbre Compétition                            | Jean-Pierre Jarier Sébastien Bourdais Pierre de Thoisy       | Porsche 3.8L Turbo Flat-6    | M    | 134    |
| 34 DNF  | GTS    | 66 | Estoril Racing Communication                  | Manuel Monteiro Michel Monteiro Michel Maisonneuve           | Porsche 911 GT2              | P    | 123    |
| 34 DNF  | GTS    | 66 | Estoril Racing Communication                  | Manuel Monteiro Michel Monteiro Michel Maisonneuve           | Porsche 3.8L Turbo Flat-6    | P    | 123    |
| 35 DNF  | LMP    | 22 | Nissan Motorsports                            | Michael Krumm Satoshi Motoyama Érik Comas                    | Nissan R391                  | B    | 110    |
| 35 DNF  | LMP    | 22 | Nissan Motorsports                            | Michael Krumm Satoshi Motoyama Érik Comas                    | Nissan VRH50A 5.0L V8        | B    | 110    |
| 36 DNF  | LMGTP  | 1  | Toyota Motorsports Toyota Team Europe         | Martin Brundle Emmanuel Collard Vincenzo Sospiri             | Toyota GT-One                | M    | 90     |
| 36 DNF  | LMGTP  | 1  | Toyota Motorsports Toyota Team Europe         | Martin Brundle Emmanuel Collard Vincenzo Sospiri             | Toyota R36V 3.6L Turbo V8    | M    | 90     |
| 37 DNF  | LMP    | 25 | Team DAMS                                     | Christophe Tinseau Franck Montagny David Terrien             | Lola B98/10                  | P    | 77     |
| 37 DNF  | LMP    | 25 | Team DAMS                                     | Christophe Tinseau Franck Montagny David Terrien             | Judd GV4 4.0L V10            | P    | 77     |
| 38 DNF  | LMGTP  | 6  | AMG-Mercedes                                  | Bernd Schneider Franck Lagorce Pedro Lamy                    | Mercedes-Benz CLR            | B    | 76     |
| 38 DNF  | LMGTP  | 6  | AMG-Mercedes                                  | Bernd Schneider Franck Lagorce Pedro Lamy                    | Mercedes-Benz GT108C 5.7L V8 | B    | 76     |
| 39 DNF  | LMGTP  | 5  | AMG-Mercedes                                  | Christophe Bouchut Nick Heidfeld Peter Dumbreck              | Mercedes-Benz CLR            | B    | 75     |
| 39 DNF  | LMGTP  | 5  | AMG-Mercedes                                  | Christophe Bouchut Nick Heidfeld Peter Dumbreck              | Mercedes-Benz GT108C 5.7L V8 | B    | 75     |
| 40 DNF  | LMP    | 24 | Autoexe Motorsport                            | Yojiro Terada Franck Fréon Robin Donovan                     | Autoexe LMP99                | Y    | 74     |
| 40 DNF  | LMP    | 24 | Autoexe Motorsport                            | Yojiro Terada Franck Fréon Robin Donovan                     | Ford 6.0L V8                 | Y    | 74     |
| 41 DNF  | LMP    | 29 | JB Racing                                     | Jérôme Policand Mauro Baldi Christian Pescatori              | Ferrari 333 SP               | P    | 71     |
| 41 DNF  | LMP    | 29 | JB Racing                                     | Jérôme Policand Mauro Baldi Christian Pescatori              | Ferrari F130E 4.0L V12       | P    | 71     |
| 42 DNF  | LMP    | 32 | Riley & Scott Europe Solution F               | Marco Apicella Carl Rosenblad Shane Lewis                    | Riley & Scott Mk III/2       | P    | 67     |
| 42 DNF  | LMP    | 32 | Riley & Scott Europe Solution F               | Marco Apicella Carl Rosenblad Shane Lewis                    | Ford 6.0L V8                 | P    | 67     |
| 43 DNF  | LMGTP  | 9  | Audi Sport UK Ltd.                            | Stefan Johansson Stéphane Ortelli Christian Abt              | Audi R8C                     | M    | 55     |
| 43 DNF  | LMGTP  | 9  | Audi Sport UK Ltd.                            | Stefan Johansson Stéphane Ortelli Christian Abt              | Audi 3.6L Turbo V8           | M    | 55     |
| 44 DNF  | LMP    | 31 | Riley & Scott Europe Solution F               | Philippe Gache Gary Formato Olivier Thévenin                 | Riley & Scott Mk III/2       | P    | 25     |
| 44 DNF  | LMP    | 31 | Riley & Scott Europe Solution F               | Philippe Gache Gary Formato Olivier Thévenin                 | Ford 6.0L V8                 | P    | 25     |
| 45 DNF  | GTS    | 60 | Freisinger Motorsport                         | Ray Lintott Manfred Jurasz Katsunori Iketani                 | Porsche 911 GT2              | D    | 24     |
| 45 DNF  | GTS    | 60 | Freisinger Motorsport                         | Ray Lintott Manfred Jurasz Katsunori Iketani                 | Porsche 3.8L Turbo Flat-6    | D    | 24     |
| DNS     | LMGTP  | 4  | AMG-Mercedes                                  | Mark Webber Jean-Marc Gounon Marcel Tiemann                  | Mercedes-Benz CLR            | B    | -      |
| DNS     | LMGTP  | 4  | AMG-Mercedes                                  | Mark Webber Jean-Marc Gounon Marcel Tiemann                  | Mercedes-Benz GT108C 5.7L V8 | B    | -      |
| DNS     | LMP    | 23 | Nissan Motorsports                            | Aguri Suzuki Masami Kageyama Eric van de Poele               | Nissan R391                  | B    | -      |
| DNS     | LMP    | 23 | Nissan Motorsports                            | Aguri Suzuki Masami Kageyama Eric van de Poele               | Nissan VRH50A 5.0L V8        | B    | -      |
| DNS     | GT     | 83 | GFB MacQuillan                                | Michel Neugarten Gerard MacQuillan Chris Gleason             | Porsche 911 3.8 RSR          | P    | -      |
| DNS     | GT     | 83 | GFB MacQuillan                                | Michel Neugarten Gerard MacQuillan Chris Gleason             | Porsche 3.8L Flat-6          | P    | -      |